# Das Wespennest
Das Wespennest war die erste satirische Zeitschrift in Deutschland nach dem Zweiten Weltkrieg.

## Entstehung
Die Zeitschrift wurde von Werner Finck und dem späteren „Spiegel“-Autor Hans Bayer in Stuttgart 1945 gegründet.

## Wirken
Neben satirischer Politkritik in Schrift und Bild veröffentlichte „Das Wespennest“ auch Theaterrezensionen und verlieh 1948 den „Wanderpreis für den unfreundlichsten Beamten“ in Stuttgart.

## Einstellung
1949 stellte die Zeitschrift ihren Betrieb ein. Nachdem nach und nach die Mitarbeiter die Redaktion verlassen hatten, gab auch das Gründungsmitglied Finck aufgrund rückläufiger Leserzahlen die Arbeit auf, woraufhin die Zeitschrift nicht weiter erschien.